# Coppa Mitropa 1961
La Coppa Mitropa 1961 fu la ventunesima edizione del torneo. Venne vinta dagli italiani del Bologna, alla terza affermazione nella competizione.
Riportata su proposta italiana ad essere una competizione fra clubs e non più fra leghe, vi parteciparono tre Paesi con quattro club ciascuno. Inizialmente le tre vincitrici dei gruppi dovevano giocare un torneo finale, ma la formula fu cambiata in seguito alle proteste del SK Kladno  riguardo alla gara contro l'Udinese, nella quale l'arbitro erroneamente aveva fatto giocare due tempi supplementari.
A questa edizione non partecipano le squadre di Jugoslavia e Ungheria

## Partecipanti
| Nazione                   | Squadra                                                                | Campionato |
| ------------------------- | ---------------------------------------------------------------------- | --- |
| Austria (bandiera)        | FK Austria Linzer ASK 1.Wiener Neustädter SC SV Stickstoff             | Campione d'Austria 1960-61 7º campionato d'Austria 1960-61 8º campionato d'Austria 1960-61 9º campionato d'Austria 1960-61                                      |
| Cecoslovacchia (bandiera) | Ruda Hvezda Bratislava Spartak Stalingrad Praha SK Kladno Slovan Nitra | Vicecampione di Cecoslovacchia 1960-61 7º campionato di Cecoslovacchia 1960-61 9º campionato di Cecoslovacchia 1960-61 11º campionato di Cecoslovacchia 1960-61 |
| Italia (bandiera)         | Sampdoria UC Bologna Torino Udinese                                    | 4º campionato d'Italia 1960-61 9º campionato d'Italia 1960-61 12º campionato d'Italia 1960-61 14º campionato d'Italia 1960-61                                   |

## Torneo

### Fase a gironi

#### Gruppo 1
Risultati
| Squadra 1                | Risultato | Squadra 2                |
| ------------------------ | --------- | ------------------------ |
| Spartak Stalingrad Praha | 1 - 2     | FK Austria               |
| Sampdoria UC             | 1 - 1     | Bologna FC               |
| FK Austria               | 5 - 2     | Sampdoria UC             |
| Spartak Stalingrad Praha | 1 - 3     | Bologna                  |
| Bologna                  | 2 - 1     | FK Austria               |
| Sampdoria UC             | 1 - 1     | Spartak Stalingrad Praha |

| Arbitro: | Domenico Cataldo |

|              |           |              |
| Skoglund 41’ | Marcatori | 71’ Pascutti |

| Arbitro: | Gino Rigato |

|               |           |                       |
| Kratochvil 3’ | Marcatori | 14’ Nemec 20’ Riegler |

| Arbitro: | Erich Steiner |

|           |           |                               |
| Kaura 75’ | Marcatori | 43’ Demarco 52’, 53’ Veronesi |

| Arbitro: | Adolf Mach |

|                                                   |           |                           |
| Nemec 26’, 36’ Riegler 51’ Schleger 81’ Fiala 82’ | Marcatori | 57’ Skoglund 59’ Lojodice |

| Arbitro: | Fritz Seipelt |

|              |           |           |
| Lojodice 59’ | Marcatori | 34’ Kopsa |

| Arbitro: | Alois Obtulovic |

|                  |           |           |
| Demarco 13’, 73’ | Marcatori | 74’ Nemec |

Classifica
| Squadra                  | P.ti | G | V | P | S | GF | GS | DR |
| ------------------------ | ---- | - | - | - | - | -- | -- | -- |
| Bologna                  | 5    | 3 | 2 | 1 | 0 | 6  | 3  | +3 |
| FK Austria               | 4    | 3 | 2 | 0 | 1 | 8  | 5  | +3 |
| Sampdoria                | 2    | 3 | 0 | 2 | 1 | 4  | 7  | -3 |
| Spartak Stalingrad Praha | 1    | 3 | 0 | 1 | 2 | 3  | 6  | -3 |

#### Gruppo 2
Risultati
| Squadra 1              | Risultato | Squadra 2              |
| ---------------------- | --------- | ---------------------- |
| SV Stickstoff          | 3 - 5     | Torino                 |
| Ruda Hvezda Bratislava | 2 - 4     | Slovan Nitra           |
| Slovan Nitra           | 5 - 1     | Torino                 |
| Ruda Hvezda Bratislava | 8 - 2     | SV Stickstoff          |
| SV Stickstoff          | 4 - 4     | Slovan Nitra           |
| Torino                 | 2 - 4     | Ruda Hvezda Bratislava |

| Arbitro: | Obtulovic |

|                        |           |                                               |
| Dolinsky 1’ Gajdos 63’ | Marcatori | 20’ Fojtík 33’ Bachraty 56’ Pucher 75’ Hrncar |

| Arbitro: | Václav Korelus |

|                                       |           |                                        |
| Wagner 75’ (rig.) Kohlhauser 77’, 86’ | Marcatori | 7’, 14’, 42’, 67’ Danova 23’ Gualtieri |

| Arbitro: | Ernst Chebat |

|                                                  |           |               |
| Barát 9’, 71’ Hrnčár 19’ Pucher 46’ Navratil 61’ | Marcatori | 64’ Gualtieri |

| Arbitro: | Raoul Righi |

|                                                                     |           |                        |
| Dolinsky 6’, 24’, 80’, 82’ Gaborik 9’ Bubernik 12’, 77’ Scherer 58’ | Marcatori | 52’ Wagner 63’ Polster |

| Arbitro: | Alfred Haberfellner |

|                                  |           |                                                   |
| Locatelli 18’ Mazzero 64’ (rig.) | Marcatori | 28’, 48’ Dolinsky 29’ Scherer 58’ (aut.) Lancioni |

| Arbitro: | Giuseppe Adami |

|                                     |           |                                       |
| Kohlhauser 6’, 66’ Polster 12’, 70’ | Marcatori | 9’, 75’ (rig.) Hrnčár 25’, 79’ Pucher |

Classifica
| Squadra                | P.ti | G | V | P | S | GF | GS | DR |
| ---------------------- | ---- | - | - | - | - | -- | -- | -- |
| Slovan Nitra           | 5    | 3 | 2 | 1 | 0 | 13 | 8  | +5 |
| Ruda Hvezda Bratislava | 4    | 3 | 2 | 0 | 1 | 15 | 8  | +7 |
| Torino                 | 2    | 3 | 1 | 0 | 2 | 8  | 12 | -4 |
| SV Stickstoff          | 1    | 3 | 0 | 1 | 2 | 9  | 17 | -8 |

#### Gruppo 3
Risultati
| Squadra 1            | Risultato   | Squadra 2            |
| -------------------- | ----------- | -------------------- |
| 1. Wiener Neustädter | 4 - 1       | Linzer ASK           |
| Udinese              | 3 - 2 (dts) | SK Kladno            |
| Linzer ASK           | 2 - 2       | Udinese              |
| 1. Wiener Neustädter | 0 - 5       | SK Kladno            |
| Udinese              | 4 - 1       | 1. Wiener Neustädter |
| SK Kladno            | 1 - 1       | Linzer ASK           |

| Arbitro: | Eduard Babauczek |

|                                       |           |              |
| Lefor 23’, 70’ Kereki 25’ Pichler 48’ | Marcatori | 55’ Kozlicek |

| Arbitro: | Bruno de Marchi |

|  |           |                                          |
|  | Marcatori | 41’, 89’ Kadraba 45’ Šolc 47’, 70’ Majer |

| Arbitro: | Alois Obtulovic |

|                   |           |                   |
| Kozlicek 19’, 89’ | Marcatori | 1’, 73’ Pentrelli |

| Arbitro: | Václav Korelus |

|                                             |           |            |
| Bagnoli 6’ Mereghetti 10’ De Cecco 37’, 64’ | Marcatori | 25’ Kereki |

| Arbitro: | Carlo Gambarotta |

|           |           |              |
| Hajek 50’ | Marcatori | 57’ Kozlicek |

| Arbitro: | Friedrich Mayer |

|                                   |           |                       |
| Andersson 10’, 117’ Pentrelli 20’ | Marcatori | 19’ Němeček 35’ Hajek |

Classifica
| Squadra              | P.ti | G | V | P | S | GF | GS | DR |
| -------------------- | ---- | - | - | - | - | -- | -- | -- |
| Udinese              | 5    | 3 | 2 | 1 | 0 | 9  | 5  | +4 |
| SK Kladno            | 3    | 3 | 1 | 1 | 1 | 8  | 4  | +4 |
| Linzer ASK           | 2    | 3 | 0 | 2 | 1 | 4  | 7  | -3 |
| 1. Wiener Neustädter | 2    | 3 | 1 | 0 | 2 | 5  | 10 | -5 |

### Fase a eliminazione diretta

#### Semifinali
Gare giocate il 1,15 e 29 novembre
| Squadra 1    | Totale | Squadra 2 | Andata | Ritorno |
| ------------ | ------ | --------- | ------ | ------- |
| SK Kladno    | 1 - 3  | Bologna   | 1 - 2  | 0 - 1   |
| Slovan Nitra | 5 - 4  | Udinese   | 4 - 3  | 1 - 1   |

#### Andata
| Arbitro: | Lajos Horváth |

|             |           |                       |
| Kadraba 12’ | Marcatori | 76’ Demarco 85’ Renna |

| Arbitro: | Erich Steiner |

|             |           |  |
| Rossini 65’ | Marcatori |  |

#### Ritorno
| Arbitro: | Eduard Babauczek |

|                                    |           |                                             |
| Hrnčár 4’, 88’ Pucher 22’ Kisy 43’ | Marcatori | 49’ Mortensen 53’ (rig.) Segato 61’ Canella |

| Arbitro: | Sramkó Jenő |

|             |           |            |
| Canella 58’ | Marcatori | 50’ Gyurek |

#### Finale
Gare giocate il 14 marzo e 4 aprile
| Squadra 1    | Totale | Squadra 2 | Andata | Ritorno |
| ------------ | ------ | --------- | ------ | ------- |
| Slovan Nitra | 2 - 5  | Bologna   | 2 - 2  | 0 - 3   |

| Nitra 14 marzo 1962                                                                           | Slovan Nitra | 2 – 2                         | Bologna |  |
| \| \| \| \| \| Bachraty 8’ Hrncar 76’ (rig.) \| Marcatori \| Nielsen 42’ Perani 54’ (rig.) \| |              |                               |         |  |
|                                                                                               |              |                               |         |  |
| Bachraty 8’ Hrncar 76’ (rig.)                                                                 | Marcatori    | Nielsen 42’ Perani 54’ (rig.) |         |  |

| Bologna 4 aprile 1962                                                  | Bologna   | 3 – 0 | Slovan Nitra |  |
| \| \| \| \| \| Demarco 21’ Pascutti 46’ Nielsen 54’ \| Marcatori \| \| |           |       |              |  |
|                                                                        |           |       |              |  |
| Demarco 21’ Pascutti 46’ Nielsen 54’                                   | Marcatori |       |              |  |

## Classifica marcatori
|  | Gol | Marcatore        | Squadra                |
|  | --- | ---------------- | ---------------------- |
|  | 7   | Milan Dolinský   | Ruda Hvezda Bratislava |
|  | 7   | Viliam Hrnčár    | Slovan Nitra           |
|  | 6   | Michal Pucher    | Slovan Nitra           |
|  | 5   | Héctor Demarco   | Bologna                |
|  | 4   | Giancarlo Danova | Torino                 |
|  | 4   | Paul Kozlicek    | Linzer ASK             |
|  | 4   | Oskar Kohlhauser | SV Stickstoff          |
|  | 4   | Horst Nemec      | FK Austria             |
|  | 3   | Anton Polster    | SV Stickstoff          |
|  | 3   | Josef Kadraba    | SK Kladno              |